# Аксель Йоганнесен
Аксель Вільгельмссон Йоганнесен (фар. Aksel Vilhelmsson Johannesen, частіше фар. Aksel V. Johannesen, нар. 8 листопада 1972, Клаксвік) — фарерський політик, прем'єр-міністр Фарерських островів з 15 вересня 2015 року, представник Соціал-демократичної партії.

## Біографія
У молодості займався спортом, зокрема, був нападником футбольного клубу «КІ Клаксвік», який у період участі в ньому Йоганнесена переміг у Фарерській лізі в 1991 році і виграв чемпіонат островів 1994 року. Йоганнесен також був чемпіоном островів з бігу на 100 метрів у 1994 році та грав у волейбол у складі клубу «Мйольнір». Завершивши спортивну кар'єру, він у 2004 році закінчив юридичний факультет Копенгагенського університету і після недовгої юридичної практики в Торсгавні вирішив зайнятися політикою.
За результатами виборів 2008 року пройшов у легтинг після того, як один з його однопартійців відмовився від мандату. З липня 2009 року — міністр охорони здоров'я. У лютому 2011 року призначений міністром фінансів, а в березні обраний лідером соціал-демократів, після чого зайняв пост віце-прем'єра. У листопаді того ж року, однак, за результатами нових парламентських виборів соціал-демократи не увійшли до складу урядової коаліції, і Йоганнесен перейшов в опозицію. За результатами виборів 2015 року соціал-демократи розділили перше місце по числу мандатів у легтингу з лівою сепаратистською партією «Республіка» і створили коаліційний уряд разом з нею і центристською партією «Прогрес» (змінивши, таким чином, у владі консервативну коаліцію, що раніше перебувала у владі), яку очолив Йоганнесен.
Крім того, на цих виборах Йоганнесен поставив рекорд за кількістю поданих за нього як за депутата голосів виборців (2405 голосів), побивши рекорд свого попередника на посаді прем'єр-міністра консерватора Кая Лео Йоганнесена (в минулому футболіста), який на виборах 2011 року набрав 1967 голосів.